# 철도모형

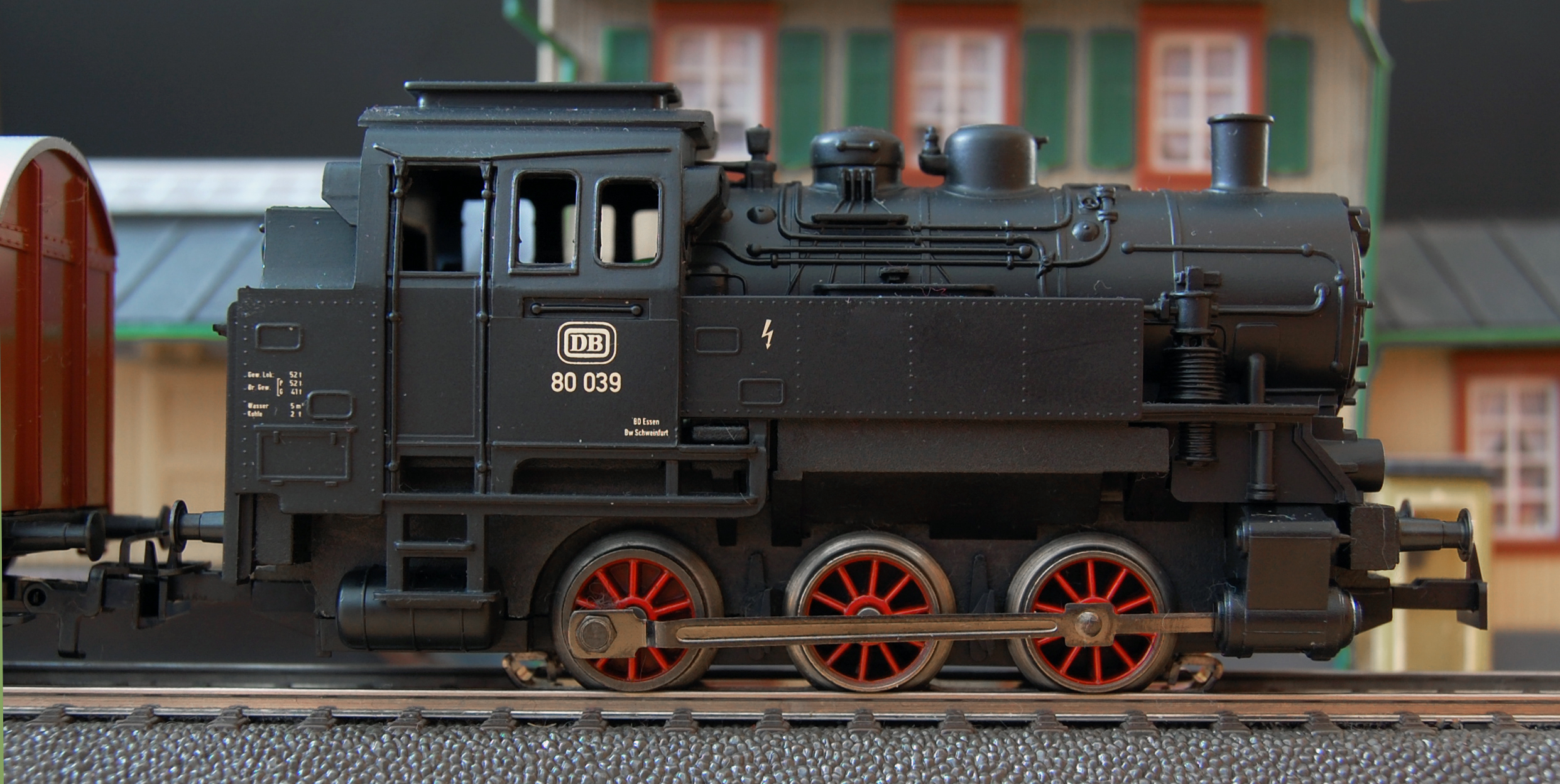
1:87 스케일(HO 규격)의 독일 형 증기 기관차 모델

철도모형(鐵道模型)은 열차, 궤도, 승강장 등 철도 시설을 일정한 비율로 작게 축소한 스케일 모델이다. 기본적으로에 철도 차량을 작게만들어 레일(궤간)에다 얹어 제어기기(컨트롤러 등)로 운전을 즐기는 놀이이지만, 열차 차량의 수집으로부터 철도모형 레이아웃(Model railroad layout, "디오라마"라고도 한다.)의 제작까지 노는 방법은 많이 있다.

## 규격

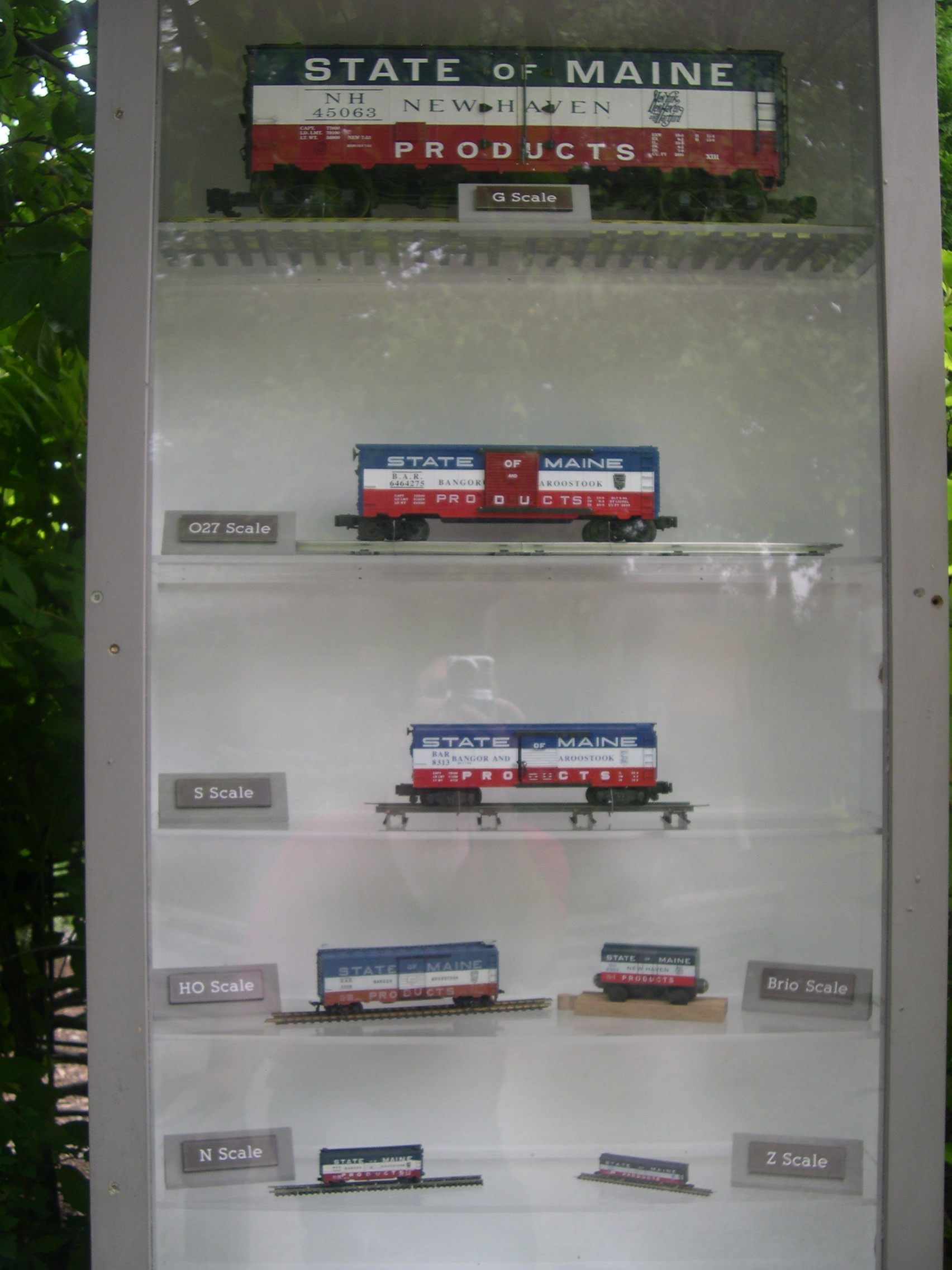
각종 게이지와 BRIO 목제 열차의 비교

철도모형은 실물을 비례 축소한 스케일 모델이므로, 궤간(게이지, Gauge) 혹은 철도 차량이나 건축물 등의 축척(스케일, Scale)이 표준화되어있다. 현재, 유럽 및 미국에서 철도모형의 동호회(MROP등)가 통일규격을 제정하고 있어, 대표적인 기준이 7종류 있다.
| 명칭       | 궤간 (mm)  | 주된 축척       |
| ---------- | ---------- | --------------- |
| Live Steam | 184 or 190 | 1/8             |
| G게이지    | 45         | 1/22.5          |
| O게이지    | 32         | 1/43.5 - 1/48   |
| S게이지    | 22.42      | 1:64            |
| HO게이지   | 16.5       | 1:80, 1:87 etc. |
| N게이지    | 9          | 1/148 - 1/160   |
| Z게이지    | 6.5        | 1:220           |

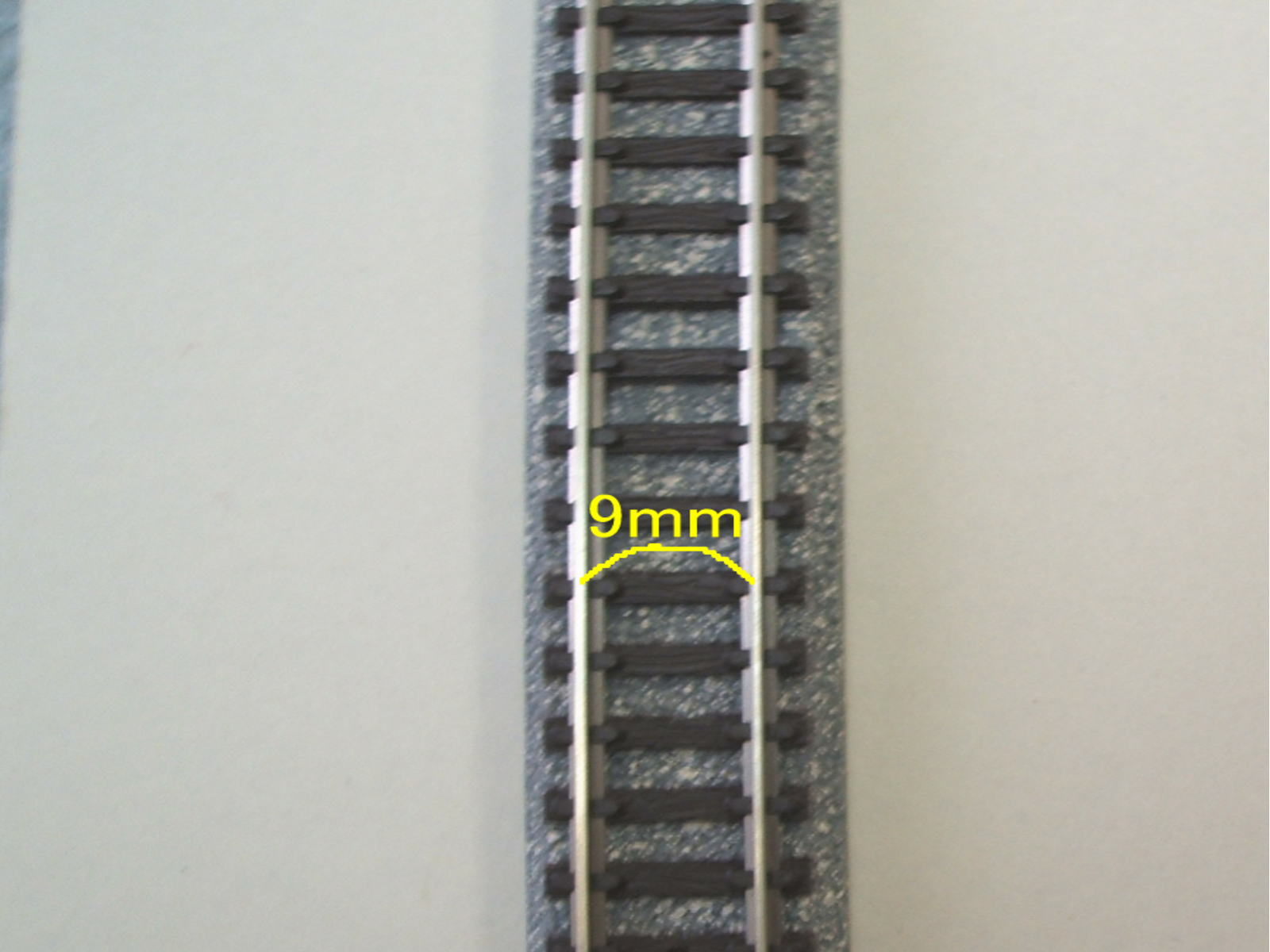
궤간의 실례 (궤간 9mm, N게이지)
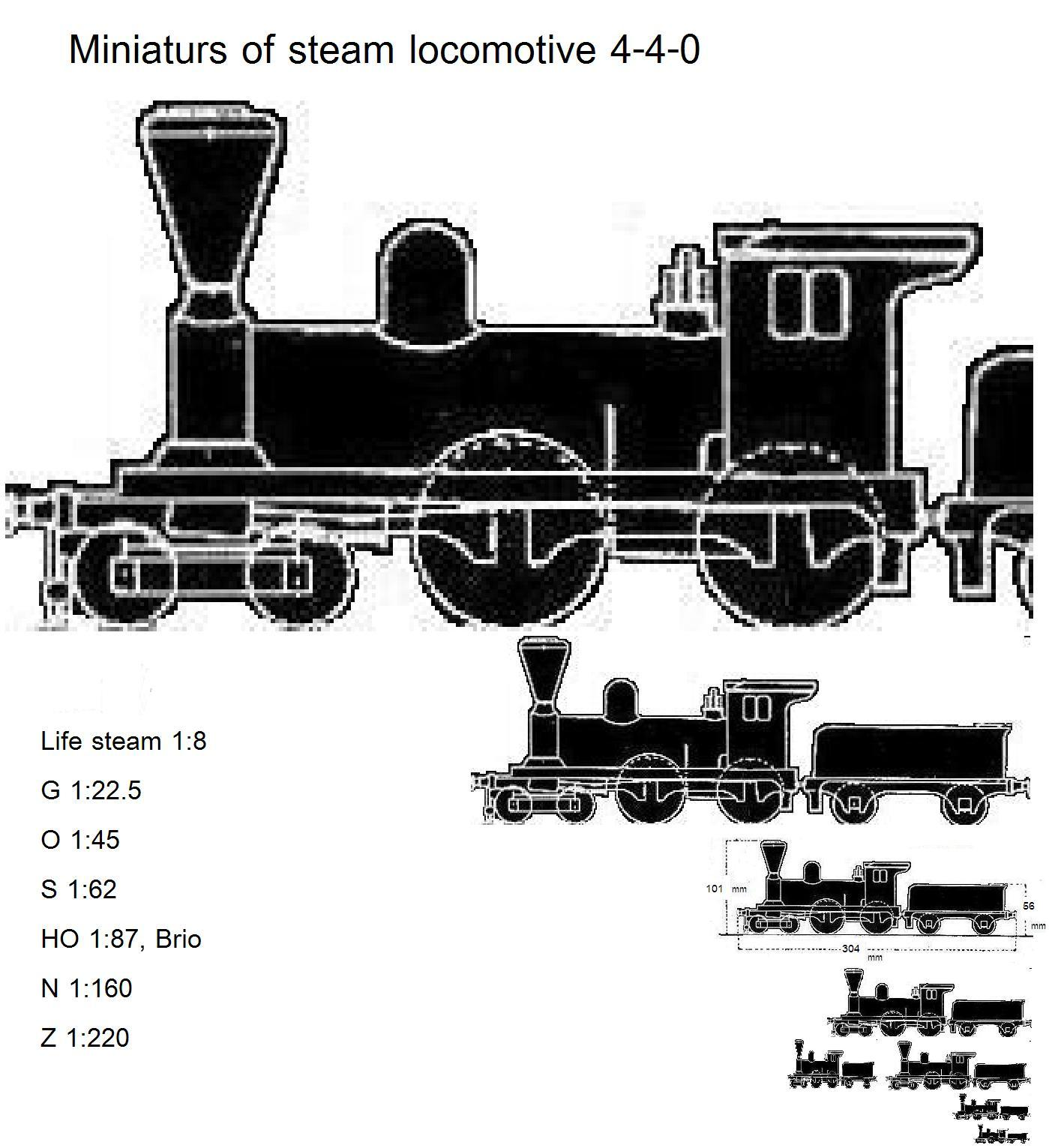
대표적인 스케일로 비교된 동일차량 (4-4-0식 증기 기관차)
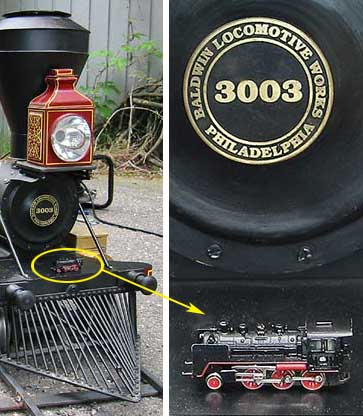
대형모형(live Steam)이라고 소형모형(Z게이지)의 실물차량 비교.

단, 궤간은 동일이라도, 열차차량등의 축척은 지역에 의해 다르다. 주된 축척 기준은 유럽 방식(NEM), 북아메리카 방식(NMRA 방식), 영국 방식, 일본 방식의 4종류가 있다. 예를 들면, N게이지의 경우, 궤간은 9mm으로 동일하지만, 축척은 NEM 및 NMRA 방식이 1/160, 영국 방식이 1/148, 일본 방식이 1/150(단, 신칸센은 1/160) 과 각각 다르고 있다.
- 참고: List of rail transport modelling scale standards

## 역사

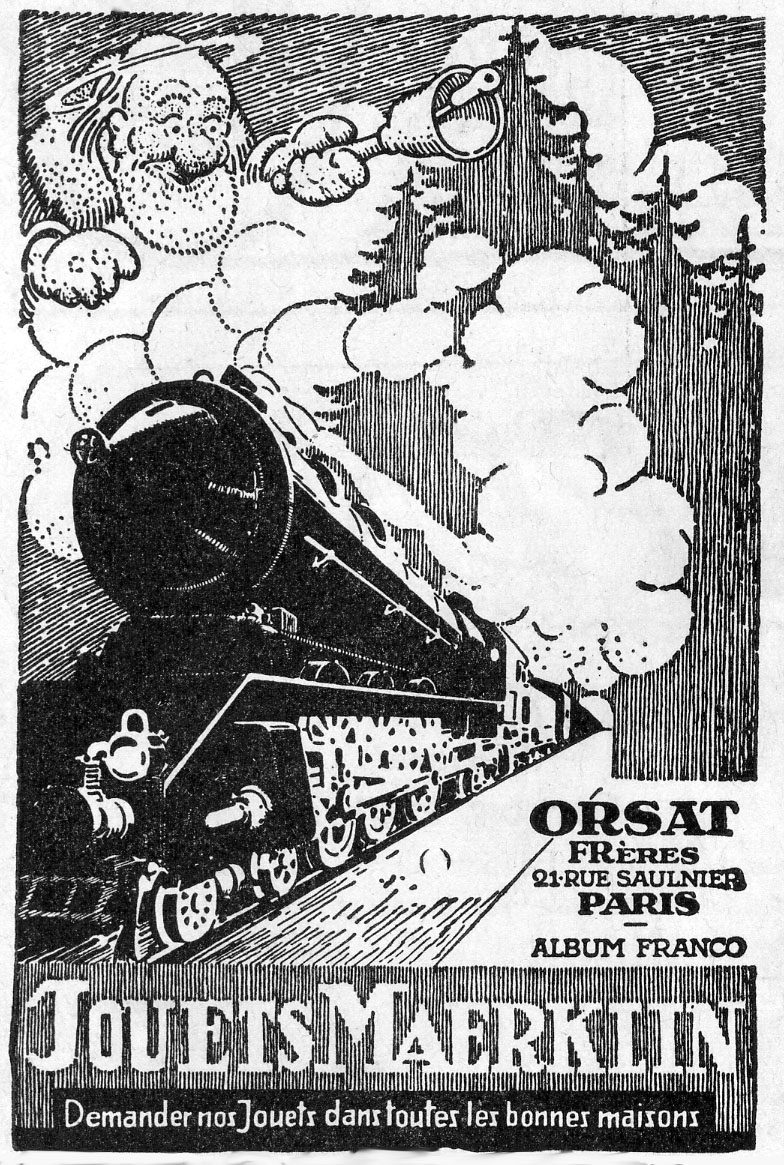
메르클린사의 광고 (1928년)

1891년, 독일 라이프치히의 견본시에 메르클린(Märklin)사가 철도모형(궤간 45mm, 태엽(Mainspring) 구동의 증기 기관차)을 출품했다. 그 후, 유럽 및 미국 각지에서 철도모형 제조기업이 출현했지만, 각기업의 상품은 궤간나 축척에 통일성이 없었다.
20세기 전반, 철도모형의 규격표준화가 진행했다. 1910년대에 잉글랜드에서는 S게이지가 보급했다. 1910년, 미국 Lionel사의 O게이지의 생산•판매 시작후, O게이지가 철도모형의 기준으로서 유럽 및 미국 각지에 널리 보급했다. 1935년, 독일 Trix사가 HO게이지를 발표, 1936년에 메르클린사가 HO 게이지생산을 시작했지만, 제2차 세계대전 발발로 생산은 정체했다.
당시, 철도모형은 고급품으로, 유럽, 미국 및 일본의 일부 부자가 노는 사치품이었다. 그리고, 제2차 세계대전의 결과, 유럽 및 일본 각지가 파괴되었기 때문, 현존하는 당시의 철도모형은 대단히 적다.
제2차 세계대전 후, 세계에서는 HO게이지가 급속히 보급되고, 기존의 각 게이지를 구축(駆逐)해 갔다. 동시에, 미국에서는 NMRA(National Model Railroad Association)가 규격을 제정하고, 철도모형의 통일화(규격화)이 진행했다. 1962년, 서독 Arnold사가 N게이지의 생산•판매를 시작, 1965년에 일본 세키스이금속(關水金属, 브랜드 명칭: KATO) 사가 N게이지의 생산•판매를 시작하고, N게이지가 세계각지에 보급되었다. 1968년, 서독 Lehmann사가 G게이지를 발표, 1977년에는 메르클린사가 Z게이지의 생산•판매를 시작하고, 현재철도모형의 기준이 완성했다.
그 후, 2006년, 일본 에이신도(榮進堂)사가 T게이지를 발표했다. T게이지는 세계최소의 양산 철도모형으로, 2008년에 판매를 시작되었지만, 2010년에 에이신도사는 제조•판매를 중지하고 있다. (현재, T게이지의 생산•판매 권리는 홍콩 Railway Shop사가 소유하고 있다. T게이지 제품은 미국() 및 영국()의 모형점에서 구입이 가능하다. 그러나, Railway Shop사는 공식HP가 없다. 그 때문에, 종합적 제품정보는 T게이지 동호인의 개인HP()로부터만 입수가능하다.)

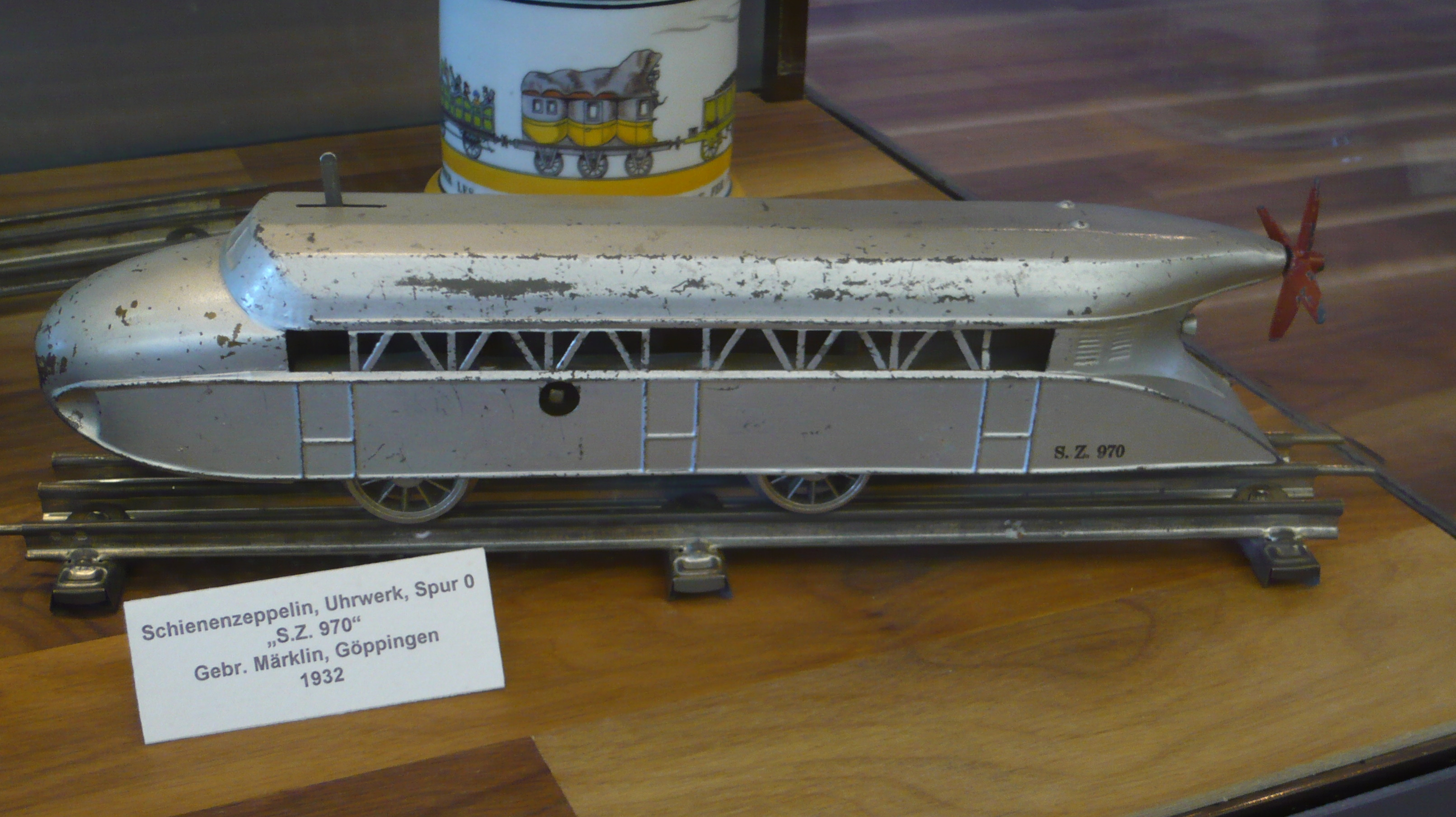
HO게이지 보급까지 기준규격이었던 O게이지(메르클린사, 1932년 제조)
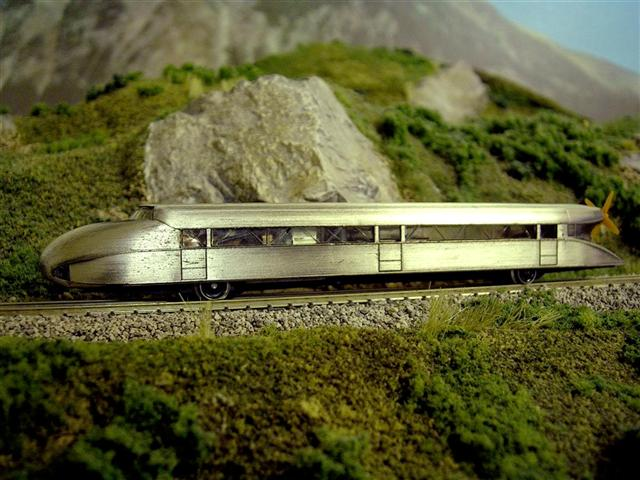
2008년까지 세계최소의 양산 철도모형이었던 Z게이지
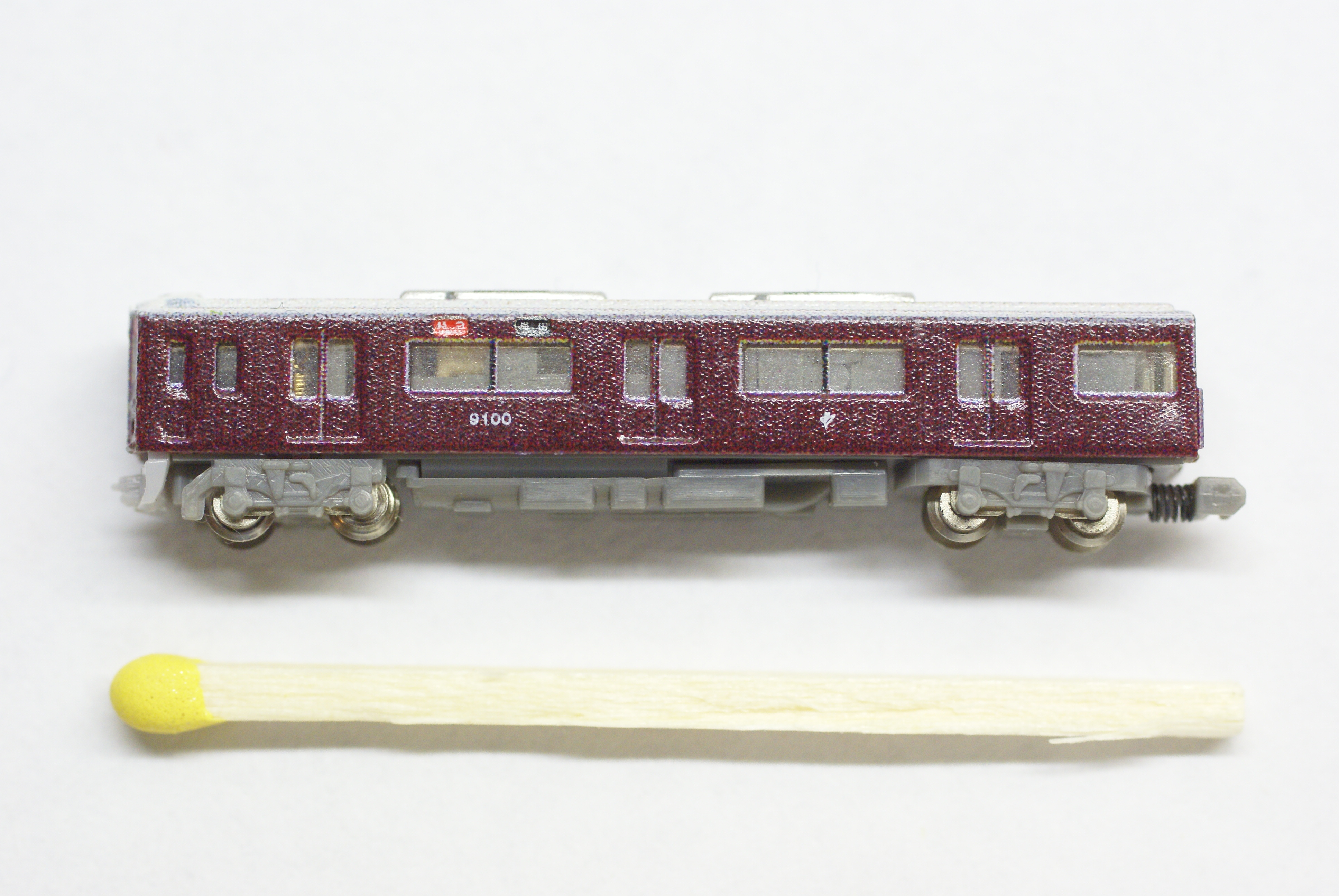
세계최소의 양산 철도모형, T게이지

## 구성 요소
철도모형은 열차차량, 레일(궤도), 제어 기기(컨트롤러), 건물(structure, 스트럭처), 기타 부품과 악세서리로부터 구성된다. 열차를 운전할 경우, 열차차량, 레일, 제어 기기의 3개를 맞출 필요가 있다.

### 주행 방법
철도모형은, Live Steam을 제외하고, 기본적으로 모형외부에서 발전된 전기를 이용해서 움직인다. 전기는, 가정용 콘센트 또는 전지로부터 채취되어, 제어 기기로 직류 전기로 변환된다. 전류 및 전압조정후, 제어 기기는 레일(일부제품은 가선)에 전기를 송전하고, 열차차량은 레일•가선으로부터 전기를 수집해서 모터를 움직인다. 전기수집 방법은 세계공통이므로, 기본적으로 동일선로에서 각국제조 기업의 차량이 주행가능하다.
단, 주의사항이 있다. 레일 및 제어 기기는, 복수의 모형제조 기업이 판매하고 있지만, 각기업에서 상세구조가 틀리기 위해서, 복수기업의 레일을 접속할 수 없다. 또, 현재에서는 대부분의 철도모형이 직류 전기를 사용하지만, O게이지의 다수 및 메르클린사 제조의 HO게이지는 교류 전기를 사용한다. 교류 방식은 선로중앙의 전류가 통함 레일로 전기수집 하므로, 기본적으로 직류 방식의 모형과 함께 놀 수 없다.

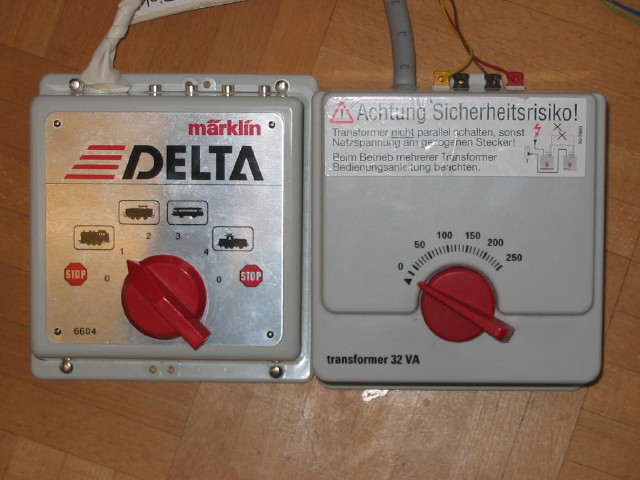
제어 기기의 실례 (메르클린사, Delta형 컨트롤러)
직류 전기수집 방식의 설명도
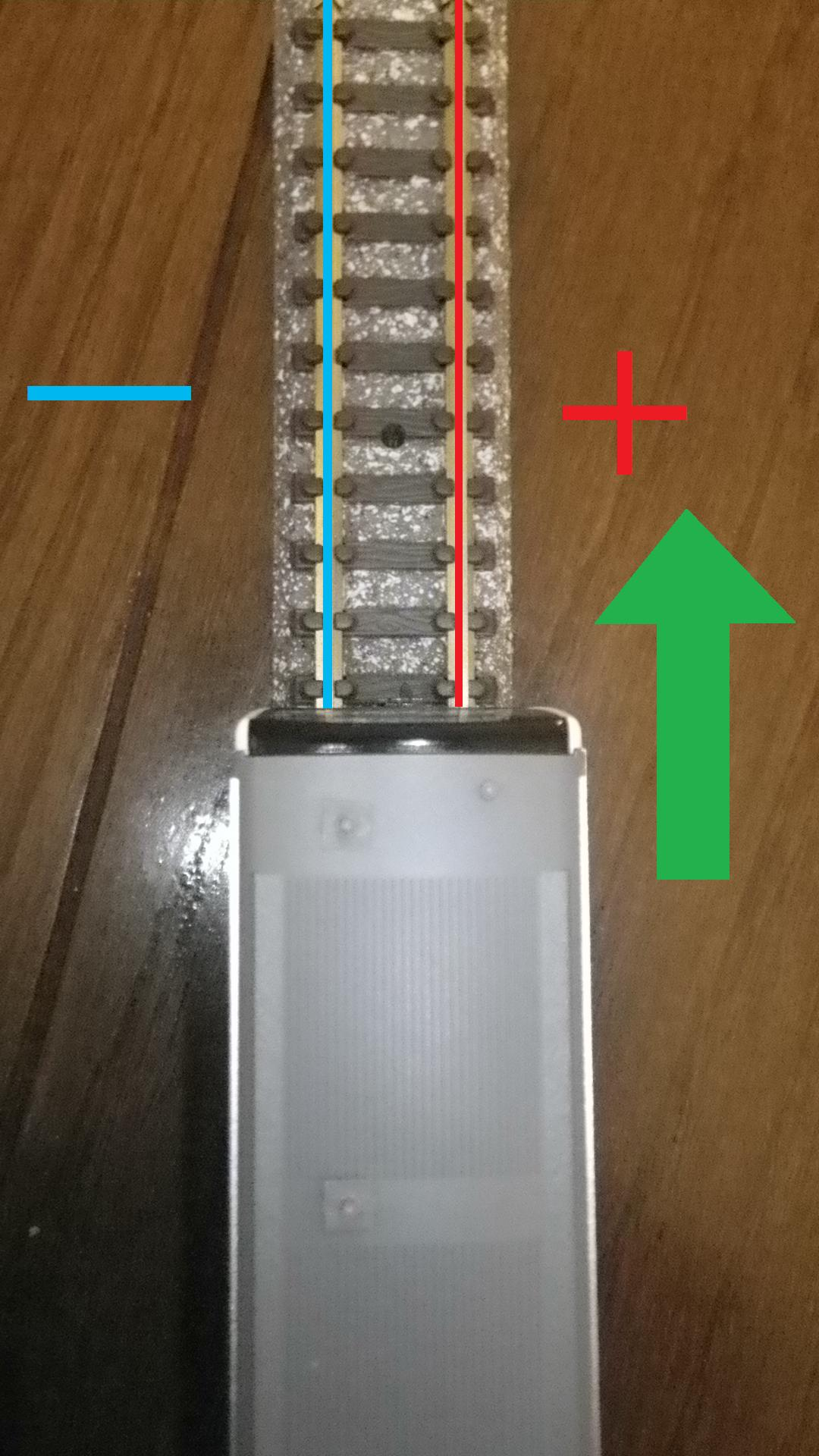
레일의 전기와 열차의 진행 방향의 관계 (직류 방식, N게이지)
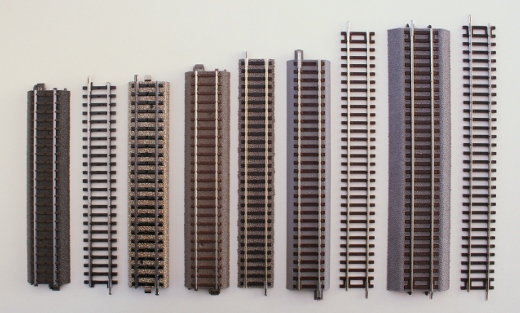
복수기업의 HO게이지 레일 (교류 방식도 포함한다.)
교류 전기수집 방식의 설명도
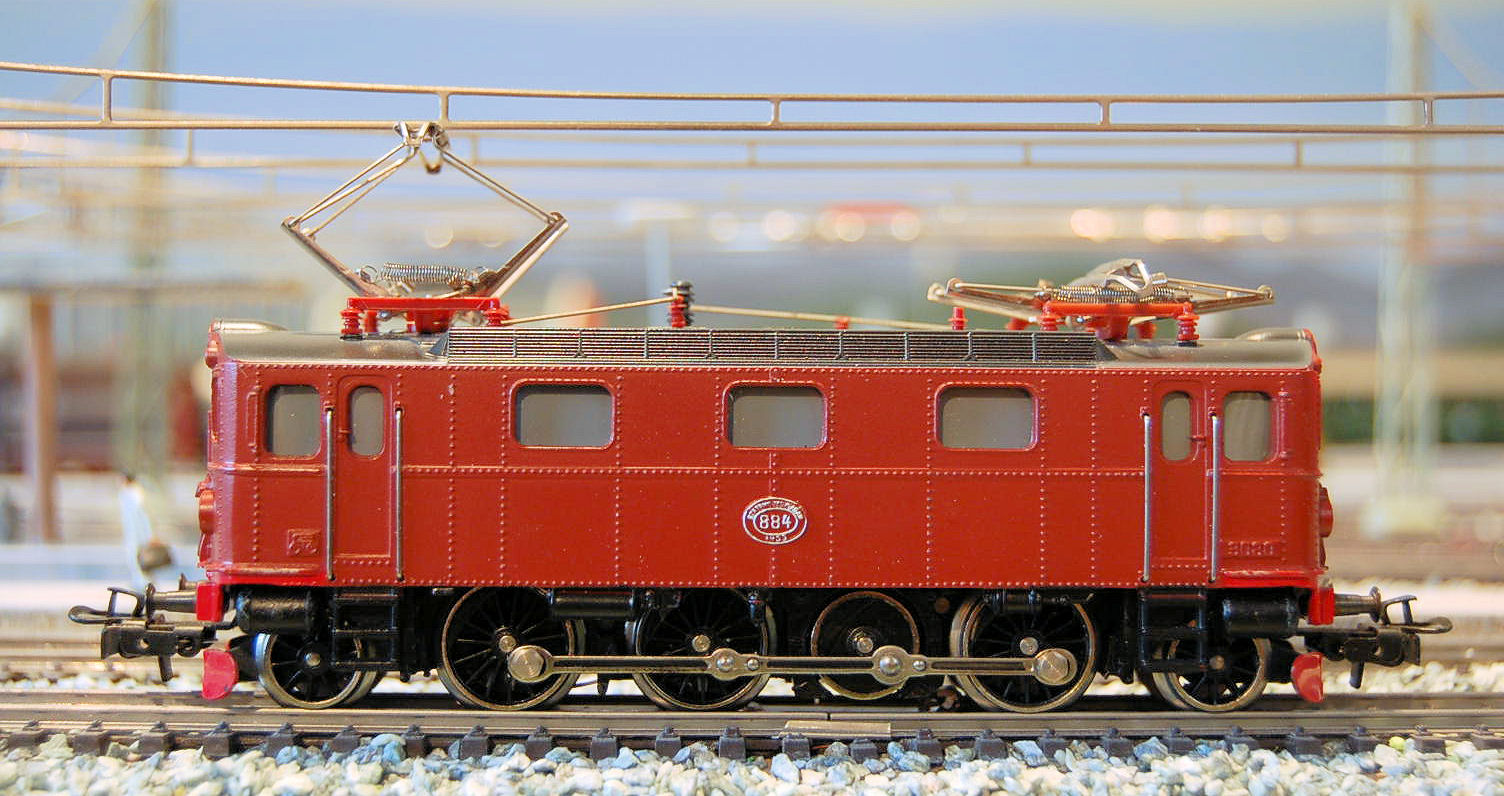
가선을 사용한 전기수집의 설명도 (메르클린사, HO게이지)

### 건물등과 레이아웃
(현재, 문서 작성중.)

## 철도모형의 현상
현재, 철도모형은 주로 유럽, 북아메리카, 동아시아 각지에서 취미로서 보급되고 있다. 그 때문에, 철도모형 제조기업도 이것들의 지역에 집중해서 존재하고 있다. 세계각지에서 비교적 간단히 구입가능한 궤간은 HO게이지와 N게이지이지만, 보급 상황은 각 지역에서 다르고 있다.

### 세계각지
유럽은 현재의 철도모형의 기초가 탄생한 지역이며, 경제적으로 발전한 서유럽, 중앙유럽에서 모형동호인이 많다. 특히, 독일은 동호인의 인구가 많아， 철도모형기업도 국내에 풍부하게 존재한다. 유럽의 철도모형은, 세계최고(最古)의 철도모형기업인 메르클린(Märklin)사를 중심으로 발전해 갔다. 그 때문에, 유럽의 소비 시장에서는 메르클린사의 교류 방식 HO게이지의 시장점유율이 높다.
북아메리카는 유럽과 같은 시기에 철도모형이 보급된 지역이며, 동호인의 인구는 압도적으로 미국이 다수다. 미국에서는 T게이지, Z게이지로부터 Live Steam의 정원철도(庭園鐵道, garden railway)까지, 대부분의 철도모형기준으로 일정한 동호인 인구가 존재한다. 그 때문에, 미국의 소비 시장에서는 각기준의 철도모형을 비교적 간단히 구입가능하다.
동아시아는 비교적 최근에 철도모형이 보급된 지역이며, 동호인의 인구는 일본이 다수다. 일본에서는 1960년대의 KATO(세키스이금속사)의 N게이지 판매 시작이후, N게이지를 중심으로 철도모형이 보급 및 발전했다. 1990년대이후, 철도모형시장은 타이완 및 중국에도 확대하고, 복수의 철도모형 제조기업이 각국의 열차차량을 HO게이지 및 N게이지로 제품화하고 있다.

### 한국
대한민국에서는 1980년대이후, 황동소재의 철도모형(Brass model)을 제조하는 기업이 복수출현했다. 일부기업(삼홍사 등)은 제조를 중지했지만, 현재라도 아진정공, 한국부라스(MKT)등 복수의 기업이 철도모형 제조를 계속하고 있다. 그러나, 각기업의 양산 제품은 모두 수출용의 외국모형이며, 한국철도(KORAIL등) 모형은 존재하지 않는다. 2012년 코레일에서 주최한 제1회 철도문화체험전에서 대상을 받은 특대형기관차(GT26CW-2)모델을 더욱 더 완벽하게 재현하여 2015년도에 hantrack에서 한국 최초의 구동모형이 발매되었다.
이전, 전시용의 열차차량이 수량한정으로 제조 및 판매된 적은 있다. 1999년 대한민국 철도청이 한국철도 개업100주년 기념으로 동차형 새마을호(DHC)을 100세트 판매(제조기업: ???)하고, 2010년 하비프라자가 KTX-산천을 10세트 제조 및 판매했다. 이후 [ktx-산천, ktx 등의 생산이 이루어지고 있으며, 가격은 전시용 129,000원의 풀레진 모형이 판매중이다. 또한 조립형 키트도 판매 준비중이다.
(2013년 기준으로, 디에프지코리아에서 KORAIL과 협찬을 해서 8000호대 전기 기관차 모형을 제조할 예정이 있다. )
2011년 현재, 한국철도의 구입가능한 운전용 양산 모형은 일본 난요물산(南洋物産)사가 판매(제조: YK기획)하고 있는 동차형 새마을호(DHC)만이다.재고표(일본어)

## 주요한 기업 및 단체

### 열차등 제조업자·브랜드
- Athearn(HO게이지, N게이지. 미국.)
- Bachmann (G게이지, O게이지, OO게이지, HO게이지, N게이지 등. 미국, 영국, 중국)
- Fleischmann (HO게이지, N게이지 등. 독일.)
- Hornby (OO게이지 등. 영국.)
- KATO (HO게이지, N게이지. 일본.)
- Lehmann (G게이지. 독일.)
- Lionel (O게이지. 미국.)
  - American Flayer(S게이지. 미국.)
- Märklin (HO게이지, Z게이지. 독일.)
- Roco (HO게이지. 오스트리아.)
- Tomix (HO게이지, N게이지. 일본)
- 난요물산 (HO게이지, N게이지. 일본)
- 디테일드케이 보관됨 2020-03-02 - 웨이백 머신 (HO게이, KTX 산천 모형 제작, 철도공사 사내벤처 기업)
- 하비프라자 ( 전시용 HO게이지. 한국)

### 동호인단체
- JAM (일본)
- JMRA (일본)
- MOROP (유럽/스위스)
- NMRA (미국)

## 같이 보기
- 스케일 모델
- 미니어처 분더란트